# Рімо І
Рімо I (7385 м) — пік масиву Рімо. Знаходиться в північній частині хребта Рімо-Музтаг, частини Каракоруму, за 20 км на північний схід від Сіаченя. Рімо означає «смугаста гора» (AAJ 1986:266). Льодовик Рімо живить річку Шайок.
У масиві 4 піки Рімо: Рімо I, Рімо II (7373 м) — можна сказати друга вершина Рімо I, а Рімо III (7233 м) і Рімо IV (7169 м) — незалежні піки північніше Рімо I. Масив вінчає Центральний Рімо Льодовик (на північній стороні) і Південний Рімо Льодовик (на східній стороні), також як і маленький Північний Теронг Льодовик (на західній стороні).
До XX століття іноземці практично не відвідували ці важкодоступні місця. Мандрівник Філіппо де Філіппі і Феліпе, і Дженні Віссер відвідали його в 1914 і 1929 роках відповідно. З середини XX століття армії  Індії та Пакистану зайняли Сіачен і закрили доступ на нього для цивільних осіб.
Перші спроби підкорення були в 1978 р. початі японцями — безуспішно, в 1984 р. (індійська армійська експедиція вже підкорила Рімо IV) і в 1985 р., добре організована Індійсько/Британська експедиція під керівництвом відомого дослідника Гімалаїв Хариш Кападіа. Експедиція піднялася на Рімо III (Дейв Вілкінсон і Джим Фозерінгхам), але підйом на Рімо I був невдалий.
Нарешті, в 1988 р. індійсько-японська експедиція Хукама Сінгха і Есіо Огата з величезними труднощами піднялася на пік з південної стіни.